# Бак Кан
Бак Кан (виј. Bac Kan) је једна од 58 покрајина Вијетнама. Налази се у региону Североисток (Вијетнам). Заузима површину од 4.868,4 km². Према попису становништва из 2009. у покрајини је живело 293.826 становника. Главни град је Bắc Kạn.